# Дубна (Чеховский район)
Дубна — село в Чеховском районе Московской области, центр муниципального образования сельское поселение Стремиловское (до 28 февраля 2005 года — центр Стремиловского сельского округа).

## Население
| 2002 | 2006  | 2010  |
| ---- | ----- | ----- |
| 1177 | ↗1243 | ↘1168 |

## География
Дубна расположена примерно в 9 км на запад от Чехова, у истоков безымянных ручьёв бассейна реки Никажель (правый приток Лопасни), высота центра села над уровнем моря — 179 м. На 2016 год в Дубне 1 улица — Дачная и 3 садоводческих товарищества.

## Современное состояние
В Дубне действуют средняя общеобразовательная школа, детский сад № 24 «Улыбка», отделение связи.
Владимирская церковь в Дубне основана в 1704 году, к 1883 году был построен кирпичный однокупольный храм в стиле классицизма с колокольней. Закрыт в 1930-х годах, вновь действует с 1994 года. В XIX веке в селе существовала не сохранившаяся каменная часовня. Село связано автобусным сообщением с райцентром и соседними населёнными пунктами.

## Староста села
Неофициально старостой(инициативным жителем) села Дубна является Иван Соболев vk.com/ivan__sobolev

## Иллюстрации
- Мемориал погибшим в Великой Отечественной войне
- Мемориал погибшим в Великой Отечественной войне
- Храм Владимирской иконы Божией Матери в Дубне
- Колокольня Храма Владимирской иконы Божией Матери в Дубне